# Фазекаш, Штефан
Штефан Фазекаш (венг. Fazekas István, чеш. и англ. Stefan/Stephan Fazekas; 23 марта 1898, Шаторальяуйхей, Австро-Венгрия — 3 мая 1967, Бакхёрст-Хилл, Эссекс) — чехословацкий и английский шахматист, международный мастер (1953), международный мастер ИКЧФ (1964). По профессии врач.

## Шахматная карьера
Чемпион Великобритании 1957 года; является самым возрастным шахматистом, когда-либо выигравшим этот титул.
Трижды выигрывал чемпионаты Братиславы (1934, 1936 и 1938). Лучшие результаты в турнирах: Кошице (1929) — 2 место; Прага (1930) — 3-4 место; Брно (1930) — 3 место.

## Вклад в теорию дебютов
Именем шахматиста названо одно из продолжений славянской защиты — гамбит Фазекаша. Возникает после ходов: 1. d4 d5 2. c4 c6 3. Кf3 Кf6 4. Кc3 dc 5. a4 Сf5 6. Кe5 Кa6 7. e4.